# Richard Lee
Pour les articles homonymes, voir Richard Lee (homonymie) et Lee.
Richard Anthony Lee  (né le 5 octobre 1982 à Oxford) est un ancien footballeur anglais. Il jouait au poste de gardien de but.